# Husseren-Wesserling
Husseren-Wesserling è un comune francese di 1.049 abitanti situato nel dipartimento dell'Alto Reno nella regione del Grand Est.

## Società

### Evoluzione demografica
Abitanti censiti